# RPR Zwei
RPR Zwei, auch als „RPR Zwei – Das Schlagerradio“ beworben, war ein privater Hörfunksender in Rheinland-Pfalz, der von 1991 bis 2003 betrieben wurde. Das Internetradio RPR2 knüpfte 2005 bis 2013 nochmals an diese Sendergeschichte an.

## Geschichte
RPR Zwei ging am 9. Dezember 1991 auf Sendung. Bereits wenige Monate nach Sendestart soll der Sender laut einer Untersuchung der Infratest-Kommunikationsforschungs GmbH mehr Hörer als sein etwa zeitgleich gestarteter öffentlich-rechtlicher Konkurrent SWF4 (ab 1998: SWR4) erreicht haben und konnte diese Position dauerhaft halten.
Im Jahr 1998 erhielt RPR Zwei den ADS-Medienpreis der Arbeitsgemeinschaft Deutscher Schlager e.V. als schlagerfreundlichster Sender des Jahres.
Am 4. August 2003 wurde das Programm eingestellt, obwohl es hohe Einschaltquoten hatte. Grund für diese Entscheidung der Geschäftsführung waren sinkende Einnahmen, da sich die Werbeindustrie aufgrund der in ihren Augen ungünstigen Altersstruktur der Hörer zunehmend zurückhielt. Auf den Frequenzen wird seitdem das Jugendprogramm Big FM ausgestrahlt.

## Gesellschafter
Betreiber war die Rheinland-Pfälzische Rundfunk GmbH & Co. KG, die auch schon das Schwesterprogramm RPR1 produzierte. Diese Gesellschaft gehört überwiegend den Verlegern verschiedener rheinland-pfälzischer Tageszeitungen.

## Programm
Der Sender strahlte ein reines Schlagerprogramm aus. Bekannte Moderatoren waren Bodo Henkel, Ute Schuler, Reiner Meutsch, Wolfgang Rositzka, Gerd Leienbach, Rainer Schauberger und Walter Fuchs. Die Nachrichten, der Wetterservice und der Verkehrsfunk wurden vom Schwesterprogramm RPR1 übernommen. Ab 1994 wurde die Sendung Schlager-Parade und der Radionachmittag ins Programm aufgenommen. Walter Fuchs, der mit RPR Zwei Country-Time wöchentlich samstags von 22 bis 24 Uhr bzw. später sonntags von 21 bis 24 Uhr auf Sendung war, erhielt in dieser Zeit mehrere Auszeichnungen. Hinzu kamen Gastmoderatoren wie beispielsweise Heino, der sonntags eine Sendung aus seinem Café in Bad Münstereifel anbot.

## Empfang
RPR Zwei war flächendeckend auf UKW in Rheinland-Pfalz sowie im Rhein-Main-Gebiet, in der Kurpfalz und der Kölner Bucht zu empfangen. Zudem wurde es bis 1998 zeitweise über analoge Kabeleinspeisungen in einigen Städten außerhalb des Sendegebiets angeboten (Bremen, Chemnitz, Dresden, Hamburg, Hannover und Leipzig). Weiterhin erfolgte eine Ausstrahlung über Satellit. Wegen der anstehenden Abschaltung des Digitalen Satellitenradios wechselte RPR Zwei am 1. Oktober 1998 ins Astra Digital Radio.

## Internetradio RPR2 (2005–2013)
Ab 2005 bzw. Januar 2006 (unterschiedliche Quellenangaben) knüpfte ein Internet-Streamingangebot an die Sendergeschichte an. Anfang 2007 wurde RPR2 einer von sechs Spartenkanälen von RPR1, die als 24-Stunden-Kanäle über das Web angeboten wurden. Genau 18 Jahre nach der erstmaligen UKW-Ausstrahlung des Radioprogramms erfolgte 2009 die Freischaltung einer RPR2.Website. Ab Januar 2010 startete unter dem Namen RPR2.Schlagerarena eine Veranstaltungsreihe. An wechselnden Orten wurden Schlagerpartys mit Liveacts ausgerichtet, die auch im Internetradio übertragen wurden. Im Rahmen der Reihe präsentierte sich RPR2 auch beim 30. Rheinland-Pfalz-Tag 2013 in Pirmasens auf einer eigenen Radiobühne in der Teichstraße. Das Internetradio RPR2 wurde Ende 2013 eingestellt.